# De Cosmo

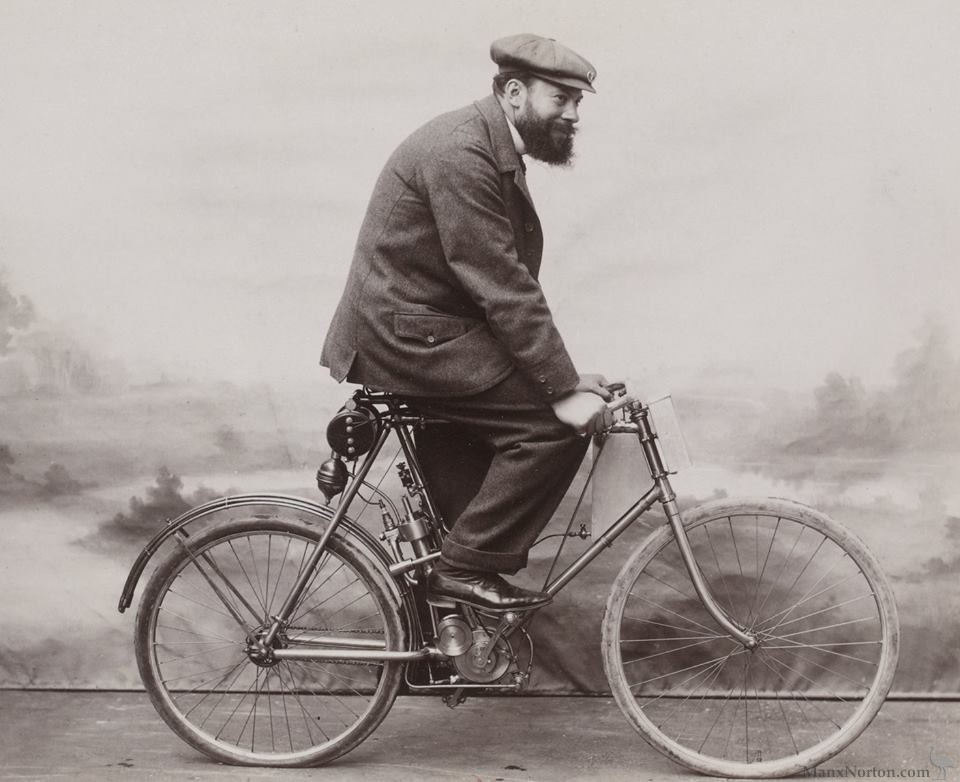
Cosmo Bicyclette (1897) met kettingaandrijving

De Cosmo is een Belgisch historisch merk van motorfietsen en auto's.
De bedrijfsnaam was: J. De Cosmo, Luik, later De Cosmo & Cie, Herstal.
De Cosmo zou al in ca. 1894 (hij woonde toen nog in Parijs) een gemotoriseerde tweewieler met thermosifonkoeling hebben gemaakt. Verder werkte hij als tuner aan de Delahay-racewagens en voor het Britse merk Singer.
In 1900 maakte hij in Luik een motorfiets met kettingaandrijving, een indertijd zeer vooruitstrevend apparaat, want de meeste motorfietsen hadden toen nog riemaandrijving. Nadat hij ook voor FN motorfietsen had ontwikkeld, begon hij in 1903 zijn eigen bedrijf: De Cosmo & Cie, waar hij auto's ging produceren. Deze werden in Engeland als Wilkinson-De Cosmo verkocht. Op dat moment eindigde echter de productie van de motorfietsen.